# Otto Marling Lund
Otto Marling Lund, KCB, DSO (* 28. November 1891 in Lambeth, London; † 15. August 1956 in Kensington, London) war ein britischer Generalleutnant der British Army, der unter anderem zuletzt zwischen 1946 und 1948 Oberkommandierender des Flugabwehrkommandos (Anti-Aircraft Command) war.

## Leben
Otto Marling Lund, Sohn von Albert Lund, begann nach dem Besuch des renommierten 1382 gegründeten Winchester College eine Offiziersausbildung am Royal Military Academy Woolwich und wurde nach deren Abschluss 1911 als Leutnant (Second Lieutenant) in die Royal Artillery der British Army übernommen.  Für seine militärischen Verdienste im Ersten Weltkrieg wurde ihm 1917 der Distinguished Service Order (DSO) verliehen. Nach dem Besuch des Staff College Camberley von 1924 bis 1925 fand er zahlreiche Verwendungen als Offizier und Stabsoffizier. Am 1. Januar 1931 wurde ihm der Brevet-Rang eines Oberstleutnants (Brevet Lieutenant-Colonel) verliehen und er war in der Folgezeit zwischen dem 30. September 1931 und dem 15. Januar 1934 selbst Instrukteur am Staff College Camberley. Anschließend war er vom 16. Januar 1934 bis zum 13. Januar 1936 Militärischer Assistent des Chefs des Imperialen Generalstabes, Feldmarschall Archibald Montgomery-Massingberd, und daraufhin zwischen 1936 und 1937 Kommandeur der 10. Feldartilleriebrigade (10th Field Brigade, Royal Artillery). Am 1. Oktober 1937 wurde er zum Oberst (Colonel) befördert, wobei diese Beförderung auf den 1. Januar 1934 zurückdatiert wurde, und fungierte daraufhin vom 1. Oktober 1937 bis zum 21. Mai 1939 als Erster Generalstabsoffizier im Kriegsministerium (War Office). Während dieser Verwendung wurde ihm am 22. Mai 1939 der vorübergehende Dienstgrad eines Brigadegenerals (Temporary Brigadier) verliehen.
Nach Beginn des Zweiten Weltkrieges war Lund zwischen dem 17. September 1939 und dem 10. November 1940 stellvertretender Leiter der Abteilung für Militärische Operationen im Kriegsministerium (Deputy Director of Military Operations, War Office).  Anschließend wurde er am 11. November 1940 als kommissarischer Generalmajor (Acting Major-General) Chef der Artillerieverbände der Heimatstreitkräfte (Major-General Royal Artillery, Home Forces) und bekleidete diese Funktion bis 1944. In dieser Verwendung wurde er am 21. Februar 1941 zum Generalmajor (Major-General) befördert, wobei auch diese Beförderung auf den 30. Oktober 1940 zurückdatiert wurde. 1942 wurde er Companion des Order of the Bath (CB). Im weiteren Kriegsverlauf war er 1944 kurzfristig Chef der Artillerieverbände der 21. Heeresgruppe (Major-General Royal Artillery, 21st Army Group) sowie danach vom 15. Februar 1944 bis Mai 1946 Leiter der Abteilung Artillerie im Kriegsministerium (Director of Royal Artillery, War Office).
Nach Kriegsende wurde Otto Marling Lund am 1. Mai 1946 kommissarischer Generalleutnant (Acting Lieutenant-General) und löste als solcher am 1. Mai 1946 Generalleutnant William Wyndham Green als Oberkommandierender des Flugabwehrkommandos (General Officer Commanding in Chief, Anti-Aircraft Command) ab. Er verblieb auf diesem Posten bis zu seiner Ablösung durch Generalleutnant Gwilym Ivor Thomas im Mai 1948 und trat am 30. Juni 1948 in den Ruhestand. Am 23. April 1947 wurde er zum Generalleutnant (Lieutenant-General) befördert, wobei diese Beförderung auf den 31. Mai 1944 zurückdatiert wurde. Am 10. Juni 1948 wurde er zum Knight Commander des Order of the Bath (KCB) geschlagen, so dass er fortan den Namenszusatz „Sir“ führte. Aus seiner 1922 geschlossenen Ehe mit Margaret Phyllis Frances Harrison ging ein Sohn hervor.